# Björn II at Hauge
Pour les articles homonymes, voir Björn.
Björn II at Hauge de Suède est un roi de Suède du IXe siècle.

## Biographie
Björn at Hauge est connu par les Sagas, et est sans doute le roi « Bjorn de Birka » évoqué dans la « Vita Anskarii ».
Selon la Saga de Hervor et du roi Heidrekr, Önund et Björn, les fils de Éric II Björnsson, s'emparent du royaume après la mort d'Éric III Refilsson. Ils se partagent le royaume. Le roi Björn fonde la ville de Håga ou Hauge, et pour cette raison il est ensuite dénommé « Björn at Hauge ». Pendant ce temps, son frère Önund ou Anund s'établit à Upsal.
La confirmation de l’historicité du roi Björn at Hauge se trouve dans la « Vita Ansgarii », de Rimbert (mort en 888) qui évoque un roi Björn (rex Bern) et précise que lors du voyage d’Ansgar en 829 : « Ils arrivèrent dans le port du royaume appelé Byrca où ils furent reçus avec faveur par un roi nommé Berne ».
Bien que favorable à l'arrivée d'Ansgar, le roi Björn consulte les siens, selon le fonctionnement des thing, pour les autoriser à demeurer sur place et à prêcher.
Il ne se convertit pas au christianisme contrairement à Herrgar, l'un de ses principaux conseillers. Ce roi Björn a été très tôt identifié avec Björn at Hauge. Toutefois certains spécialistes considèrent Björn comme un « roi de Birca », ce qui n’est pas conforme à l’écrit de Rimbert qui stipule seulement qu’Ansgar accoste à Birka, port situé dans le royaume de Björn.
Pendant son séjour, Ansgar rencontre aussi un autre roi suédois Anund qui avait été exilé et qui avait repris son trône grâce à l’aide des Danois. Ce « Anoundus » est identifié au roi homonyme et frère de Björn, Önund, mentionné par la Hervarar saga.

## Article lié
- Hågahögen

## Source
- (en) Cet article est partiellement ou en totalité issu de l’article de Wikipédia en anglais intitulé « Björn at Haugi » (voir la liste des auteurs), édition du 24 novembre 2010.